# Liste der Kulturdenkmäler in Bad Sobernheim
Die Liste der Kulturdenkmäler in Bad Sobernheim enthält alle Kulturdenkmäler der rheinland-pfälzischen Stadt Bad Sobernheim einschließlich des Ortsteils Steinhardt und der Wüstungen Eckweiler und Pferdsfeld. Grundlage ist die Denkmalliste des Landes Rheinland-Pfalz (Stand: 2. August 2023).

## Bad Sobernheim

### Denkmalzonen
| Bezeichnung                    | Lage                                                        | Baujahr                 | Beschreibung | Bild            |
| ------------------------------ | ----------------------------------------------------------- | ----------------------- | --- | --------------- |
| Denkmalzone Großstraße         | Großstraße 2–52 und 1–57, Marumstraße 26, Marktplatz 2 Lage | 16. bis 19. Jahrhundert | zwei- bis dreigeschossige Wohn- und Geschäftshäuser, teilweise Fachwerk, vor allem aus dem 16. bis 19. Jahrhundert | Fotos hochladen |
| Denkmalzone Jüdischer Friedhof | nordöstlich der Stadt; Flur Aufm Judenkirchhof Lage         | um 1785                 | um 1785 angelegtes Areal mit 140 Grabsteinen ab 1829; Ehrenmal von 1950 mit Kriegergedenktafel 1914/18             | Fotos hochladen |

### Einzeldenkmäler
| Bezeichnung                                    | Lage                                             | Baujahr                            | Beschreibung | Bild                                    |
| ---------------------------------------------- | ------------------------------------------------ | ---------------------------------- | --- | --------------------------------------- |
| Stadtbefestigung                               |                                                  | nach 1330                          | erbaut nach 1330, zerstört 1689, in veränderter Form wiederaufgebaut; erhaltenen Teile der Stadtmauer zwischen Kirchstraße 9 und 13 (⊙), bei Kapellenstraße 5 (⊙), hinter Poststraße 39 und 41 (⊙), zwischen Großstraße 91 und Ringstraße 3 (⊙), hinter Ringstraße 35 und 37 (⊙), hinter Ringstraße 59 und 61 (⊙), bei Wilhelmstraße 37 (⊙), hinter Bahnhofstraße 24 (⊙) und hinter Bahnhofstraße 2 und 4 (⊙)                                    | Direkt Bild zu diesem Denkmal hochladen |
| Felke-Denkmal                                  | Bahnhofstraße Lage                               | 1935                               | Standfigur, Bronze, bezeichnet 1935 | BW                                      |
| Bahnhof                                        | Bahnhofstraße 1 Lage                             | zweite Hälfte des 19. Jahrhunderts | Sandsteinquaderbauten mit ein- bis zweigeschossigem Empfangsgebäude, Schieferwalmdächer, zweite Hälfte des 19. Jahrhunderts | weitere Bilder Fotos hochladen          |
| Wohn- und Geschäftshaus                        | Bahnhofstraße 4 Lage                             | Mitte des 19. Jahrhunderts         | Wohn- und Geschäftshaus; spätklassizistischer Putzbau, Freitreppe mit Säulenaltan, Mitte des 19. Jahrhunderts, giebelbekrönter Anbau um 1910 | BW                                      |
| Bankgebäude                                    | Bahnhofstraße 21 Lage                            | 1900                               | ehemaliges Sparkassengebäude; späthistoristischer Hausteinbau, bezeichnet 1900 | BW                                      |
| Stadtmühle                                     | Dornbachstraße 20 Lage                           | 1810                               | einheitliche Gruppe von Wohn- und Wirtschaftsgebäuden, teilweise Fachwerk, Krüppelwalmdächer mit abgeschleppten Lüftungszonen, eines bezeichnet 1810; Mühlgraben, Wasserrad | weitere Bilder Fotos hochladen          |
| Grabmäler                                      | Eckweiler Straße, auf dem Friedhof Lage          | zweite Hälfte des 19. Jahrhunderts | Gruppe von Grabmälern: in Form eines Eichenstumpfes, 1868; zwei weitere desselben Typs; gotisierende Stele, 1855; zwei klassizistische Grabsäulen, Mitte des 19. Jahrhunderts; Grabmal E. Felke, Granitblock mit Bronze-Bildnis, 1926 (?); Grabmal Familien Liegel und Schmitt, Schauwand, Jugendstil, um 1910; Grabmal J. Müller, galvanoplastischer Engel, schmiedeeiserne Einfriedung, um 1910; Grabmal Morian, antikische Stele, Urnen, 1898 | Fotos hochladen                         |
| Kleinmühle                                     | Felkestraße ohne Nummer Lage                     | um 1910/20                         | Mühlengebäude, Heimatstil, um 1910/20, daneben Bruchsteinbau, 19. Jahrhundert; zugehörig Nahestraße 57 und Felkestraße 65: ursprünglich wohl zur Mühle gehörende Häuslerwohnungen; wasserbauliche Anlagen | weitere Bilder Fotos hochladen          |
| Wohnhaus                                       | Großstraße 6 Lage                                | Mitte des 19. Jahrhunderts         | spätklassizistisches Wohnhaus, teilweise Fachwerk, Mitte des 19. Jahrhunderts | BW                                      |
| Wohn- und Geschäftshaus                        | Großstraße 7 Lage                                | 18. Jahrhundert                    | Wohn- und Geschäftshaus; barocker Fachwerkbau, teilweise massiv, im Kern aus dem 18. Jahrhundert | BW                                      |
| Wohnhaus                                       | Großstraße 10 Lage                               | erste Hälfte des 19. Jahrhunderts  | Fachwerkhaus, teilweise massiv, wohl aus der ersten Hälfte des 19. Jahrhunderts | BW                                      |
| Wohn- und Geschäftshaus                        | Großstraße 19 Lage                               | 16. oder 17. Jahrhundert           | Wohn- und Geschäftshaus; Fachwerkbau, teilweise massiv, im Kern eventuell aus dem 16. oder 17. Jahrhundert | weitere Bilder Fotos hochladen          |
| Wohn- und Geschäftshaus                        | Großstraße 35 Lage                               | 1754                               | Wohn- und Geschäftshaus; spätbarocker Fachwerkbau, teilweise massiv, bezeichnet 1754 | Fotos hochladen                         |
| Relief                                         | Großstraße, an Nr. 36 Lage                       | 18. Jahrhundert                    | barockes Holzrelief, 18. Jahrhundert | BW                                      |
| Hofanlage                                      | Großstraße 37 Lage                               | 1700                               | Hofanlage; Fachwerkhaus, teilweise massiv, im Kern barock, bezeichnet 1700, im frühen 19. Jahrhundert überformt, Torbogen bezeichnet 1772, Nebengebäude aus dem 18. Jahrhundert | BW                                      |
| Wohn- und Geschäftshaus                        | Großstraße 40 Lage                               | 16. oder 17. Jahrhundert           | Wohn- und Geschäftshaus, im Kern aus dem 16. oder 17. Jahrhundert, Treppenturm, Torbogen bezeichnet 1720, Fassade um 1820/30 klassizistisch überformt | BW                                      |
| Mikwe                                          | Großstraße, in Nr. 53 Lage                       | nach 1850                          | Mikwe, nach 1850 | BW                                      |
| Russischer Hof                                 | Großstraße 55/57 Lage                            | 1597                               | dreigeschossiger ehemaliger Adelshof, teilweise Fachwerk, Treppenturm, bezeichnet 1597 | weitere Bilder Fotos hochladen          |
| Gasthaus Deutsches Haus                        | Großstraße 67 Lage                               | frühes 18. Jahrhundert             | langgestreckter barocker Fachwerkbau, teilweise massiv, frühes 18. Jahrhundert | BW                                      |
| Wohnhaus                                       | Großstraße 88 Lage                               | Mitte des 18. Jahrhunderts         | Wohnhaus; spätbarocker Mansardwalmdachbau, Mitte des 18. Jahrhunderts | BW                                      |
| Synagoge                                       | Gymnasialstraße 9 Lage                           | 1859                               | ehemalige Synagoge; spätklassizistischer Walmdachbau, Sandsteinquader, bezeichnet 1859 | weitere Bilder Fotos hochladen          |
| Deutschordenskomturei                          | Gymnasialstraße 11 Lage                          | 1750                               | spätbarocker Walmdachbau, bezeichnet 1750 | weitere Bilder Fotos hochladen          |
| Schulhaus                                      | Gymnasialstraße, zu Nr. 11 Lage                  | 1911/12                            | ehemalige Realschule, jetzt Amtsgericht; zweiflügeliger neubarocker Mansardwalmdachbau, 1911/12, Architekt Friedrich Otto, Kirn | weitere Bilder Fotos hochladen          |
| Katholisches Pfarrhaus                         | Herrenstraße 16 Lage                             | 1748                               | barocker Putzbau, bezeichnet 1748 | BW                                      |
| Katholische Pfarrkirche St. Matthäus           | Herrenstraße 18 Lage                             | 1898/1900                          | neuspätgotische Hallenkirche, 1898/1900, Architekt Ludwig Becker, Mainz; an der Kirchhofmauer gusseiserne reliefierte Ofenplatten und barocke Figur des heiligen Johannes Nepomuk, 18. Jahrhundert | weitere Bilder Fotos hochladen          |
| Treppenturm                                    | Herrenstraße, an Nr. 24 Lage                     | um 1600                            | Renaissance-Treppenturm, um 1600 | BW                                      |
| Kriegerdenkmal                                 | Igelsbachstraße Lage                             | 1936                               | Kriegerdenkmal 1914/18, Soldat, Bronze, Sandsteinstelen, 1936, Bildhauer Stanislaus Cauer | BW                                      |
| Evangelische Pfarrkirche St. Matthias          | Igelsbachstraße 7 Lage                           | um 1400                            | spätgotische Hallenkirche, Westturm um 1500 von Peter Ruben, Meisenheim, Langhaus 1482–84, Chor um 1400, gegen 1500 umgebaut, romanischer Turm | weitere Bilder Fotos hochladen          |
| Grabmäler                                      | Igelsbachstraße, bei Nr. 7 auf dem Kirchhof Lage | 19. Jahrhundert                    | Grabmäler des 19. Jahrhunderts | BW                                      |
| Ehemhof                                        | Igelsbachstraße 8 Lage                           | 1589                               | ehemaliger Adelshof; dreigeschossiger Bauteil mit Treppenturm, bezeichnet 1589, zweigeschossiger barocker Bauteil mit Torfahrt, 18. Jahrhundert | BW                                      |
| Evangelisches Pfarrhaus                        | Igelsbachstraße 14 Lage                          | 18. Jahrhundert                    | zweiteiliger Barockbau, 18. Jahrhundert, im späten 19. Jahrhundert erweitert; Gedenktafel für Wilhelm Oertel | BW                                      |
| Disibodenberger Kapelle                        | Kapellenstraße 5 Lage                            | 1401 ff.                           | spätgotischer gewölbter Bau, 1401 ff., 1566 Umbau zum Speicherhaus, Gewölbekeller | weitere Bilder Fotos hochladen          |
| Kriegerdenkmal                                 | Kirchstraße Lage                                 | nach 1871                          | Kriegerdenkmal 1870/71, Säule mit Adler, nach 1871 | Fotos hochladen                         |
| Wohnhaus                                       | Kirchstraße 7 Lage                               | 16. Jahrhundert                    | Wohnhaus, im Kern aus dem 16. Jahrhundert, rückwärtig erweitert, Mitte des 19. Jahrhunderts spätklassizistisch überformt; im Nordgiebel Renaissancefenster, 16. Jahrhundert | Fotos hochladen                         |
| Malteserhof                                    | Kleine Kirchstraße 2 Lage                        | 1722                               | barocker Mansardwalmdachbau; Torbogen mit Wappenstein, bezeichnet 1722; Scheune mit Torbogen, 16. Jahrhundert (?); mit Saarstraße 30 der ehemalige Malteserhof | BW                                      |
| Evangelische Philippskirche und Kaisersaal     | Kreuzstraße 7 Lage                               | 1737–41                            | barocker Bruchsteinbau, 1737–41, 1901 Umbau zur Gaststätte, 1905 Anbau des neubarocken Kaisersaals, Architekt Friedrich Otto, Kirn; zugehörig Kreuzstraße 9: Mansarddachbau | weitere Bilder Fotos hochladen          |
| Katholische Malteserkapelle                    | Malteser Straße 9 Lage                           | um 1426                            | spätgotische Kapelle der ehemaligen Johanniterkommende, um 1426 bis um 1465, Langhaus 1671 wiederhergestellt | weitere Bilder Fotos hochladen          |
| Skulptur                                       | Marktplatz, an Nr. 2 Lage                        | 18. Jahrhundert                    | Madonna, Barock, 18. Jahrhundert | BW                                      |
| Wohn- und Geschäftshaus                        | Marktplatz 6 Lage                                | 16. Jahrhundert                    | Wohn- und Geschäftshaus; dreigeschossiger spätgotischer Fachwerkbau, teilweise massiv, wohl aus dem 16. Jahrhundert | weitere Bilder Fotos hochladen          |
| Wohn- und Geschäftshaus                        | Marktplatz 9 Lage                                | Mitte des 18. Jahrhunderts         | Wohn- und Geschäftshaus; spätbarocker Mansardwalmdachbau, Mitte des 18. Jahrhunderts | weitere Bilder Fotos hochladen          |
| Rathaus                                        | Marktplatz 11 Lage                               | 1861–63                            | repräsentativer neuspätgotischer Hausteinbau, 1861–63, Architekt Peters, Bad Kreuznach; Glockenturm und zwei spätklassizistische Anbauten, 1860er Jahre | weitere Bilder Fotos hochladen          |
| Villa                                          | Meddersheimer Straße 39 Lage                     | 1893                               | neubarocke Villa, bezeichnet 1893, gartenseitig erweitert um 1910/20 | BW                                      |
| Villa                                          | Meddersheimer Straße 42 Lage                     | 1890                               | Villa; zweieinhalbgeschossiger spätgründerzeitlicher Klinkerbau, Renaissancemotive, bezeichnet 1890 | BW                                      |
| Villa                                          | Poststraße 5 Lage                                | 1894                               | Villa; spätgründerzeitlicher zweieinhalbgeschossiger Walmdachbau, Neurenaissancemotive, Sandstein und Klinker, bezeichnet 1894 | BW                                      |
| Villa                                          | Poststraße 7 Lage                                | um 1890                            | Villa; spätgründerzeitlicher Klinkerbau, Renaissancemotive, um 1890 | BW                                      |
| Wohnhaus                                       | Poststraße 11 Lage                               | um 1900                            | zweieinhalbgeschossiger Massivbau, teilweise Fachwerk, um 1900 | BW                                      |
| Verwaltungsgebäude                             | Poststraße 26 Lage                               | um 1900                            | ehemaliges städtisches Elektrizitätswerk; Verwaltungsgebäude; villenartiger spätgründerzeitlicher Klinkerbau, um 1900 | Fotos hochladen                         |
| Villa                                          | Poststraße 30 Lage                               | 1914                               | Villa; eingeschossiger Mansarddachbau, Heimatstil, 1914 | BW                                      |
| Villa                                          | Poststraße 31 Lage                               | um 1910                            | Villa; Heimatstil, um 1910 | BW                                      |
| Priorhof                                       | Priorhofstraße 16/18 Lage                        | 1572                               | Renaissancebau mit Treppenturm, bezeichnet 1572, Erker bezeichnet 1609, Torbogen 16. oder 17. Jahrhundert, Anbau mit Kellerbogen und barockem Relief | weitere Bilder Fotos hochladen          |
| Krankenhaus                                    | Ringstraße 36 Lage                               | 1893                               | ehemaliges Krankenhaus; dreieinhalbgeschossiger villenartiger neugotischer Bruchsteinbau, bezeichnet 1893, Wirtschaftsgebäude | weitere Bilder Fotos hochladen          |
| Wohnhaus                                       | Saarstraße 17 Lage                               | 16. oder 17. Jahrhundert           | Fachwerk-Wohnhaus, 16. oder 17. Jahrhundert | BW                                      |
| Malteserhof                                    | Saarstraße 30 Lage                               | 1723                               | barocker Mansardwalmdachbau, Torbogen, Oberlichtportal bezeichnet 1723; mit Kleine Kirchstraße 2 durch Torbogen verbunden | BW                                      |
| Villa                                          | Staudernheimer Straße 13 Lage                    | um 1920                            | Villa; barockisierender Walmdachbau, um 1920; städtebaulicher Blickpunkt | BW                                      |
| Meilenstein                                    | Staudernheimer Straße, bei Nr. 14 Lage           | 19. Jahrhundert                    | preußischer Ganzmeilenstein; Sandstein-Obelisk, 19. Jahrhundert | Fotos hochladen                         |
| Wohnhaus                                       | Steinhardter Straße 1/3 Lage                     | um 1870                            | gründerzeitliches Doppelwohnhaus; Mansardwalmdachbau mit spätklassizistischen Elementen, um 1870 | BW                                      |
| Villa Zens                                     | Steinhardter Straße 2 Lage                       |                                    | spätklassizistischer Putzbau mit Kniestock, Anbau mit Wintergarten; in der Gartenmauer Sockel eines Wegekreuzes, bezeichnet 1753 | BW                                      |
| Haus „Zum kleinen Erker“                       | Wilhelmstraße 3 Lage                             | 1614                               | reicher Renaissancebau, bezeichnet 1614 und 1622; zugehöriger Giebelbau, im Kern aus dem 16. Jahrhundert, im 19. Jahrhundert spätklassizistisch überformt | weitere Bilder Fotos hochladen          |
| Steinkallenfelser Hof und Gasthaus „Hohe Burg“ | Wilhelmstraße 8 Lage                             | 1532                               | Krüppelwalmdachbau, im Kern aus dem 16. Jahrhundert (bezeichnet 1532 und 1596); spätklassizistisches Gasthaus, zweite Hälfte des 19. Jahrhunderts | weitere Bilder Fotos hochladen          |
| Pförtnerhäuschen                               | Wilhelmstraße 13 Lage                            | 18. Jahrhundert                    | barockes Fachwerkhaus, teilweise massiv, 18. Jahrhundert, Erdgeschoss bezeichnet 1840 | Fotos hochladen                         |

### Ehemalige Kulturdenkmäler
| Bezeichnung                | Lage                   | Baujahr | Beschreibung | Bild |
| -------------------------- | ---------------------- | ------- | --- | ---- |
| Denkmalzone Kurhaus Dhonau | südlich der Stadt Lage | 1907    | Heimatstilbauten, 1907 bis um 1930: „Kurhaus“, ehemaliges Wirtschaftsgebäude, um 1920; „Hermannshof“ mit Fachwerk und Laubengängen, vor 1920; Teehaus unweit der Nahe; „Haus Waldeck“, Villa 1907 (Anbau von 1958), „Haus Helge“, um 1930; Hausgruppe „Arngard“ (Lehmhalle und Badehaus); bauliche Gesamtanlage; aus Denkmalliste gelöscht | BW   |

## Eckweiler

### Einzeldenkmäler
| Bezeichnung         | Lage                          | Baujahr | Beschreibung                                                                          | Bild                           |
| ------------------- | ----------------------------- | ------- | ------------------------------------------------------------------------------------- | ------------------------------ |
| Evangelische Kirche | in der Wüstung Eckweiler Lage | um 1500 | ehemals Heilig-Kreuz; spätgotischer Saalbau, um 1500, 1908 erweitert, Dachreiter 1907 | weitere Bilder Fotos hochladen |

## Pferdsfeld

### Einzeldenkmäler
| Bezeichnung                   | Lage                                                | Baujahr                           | Beschreibung | Bild                           |
| ----------------------------- | --------------------------------------------------- | --------------------------------- | --- | ------------------------------ |
| Alteburgturm                  | nördlich der L 229 im Soonwald Lage                 | 1893                              | viergeschossiger Rundturm, Bruchstein, 1893 | weitere Bilder Fotos hochladen |
| Forsthaus Alteburg            | an der L 229 im Soonwald Lage                       | Ende des 19. Jahrhunderts         | gründerzeitlicher Streckhof, Ende des 19. Jahrhunderts | BW                             |
| Alte Oberförsterei Entenpfuhl | an der L 230 (Entenpfuhl 1) Lage                    | erste Hälfte des 18. Jahrhunderts | barocker Fachwerkbau, teilweise massiv, Krüppelwalmdach, erste Hälfte des 18. Jahrhunderts; 1760–95 Wohnsitz der kurpfälzischen Försters Friedrich Wilhelm Utsch („Jäger aus Kurpfalz“) | Fotos hochladen                |
| Denkmal „Jäger aus Kurpfalz“  | an der L 230 (östlich von Entenpfuhl) Lage          | 1913                              | Kalkstein, 1913, Bildhauer Fritz Cleve, München | weitere Bilder Fotos hochladen |
| Forstamt Soonwald             | an der L 230 (Entenpfuhl) Lage                      | um 1900/10                        | ehemals neues königliches Forsthaus Entenpfuhl; eingeschossiger Heimatstilbau, um 1900/10                                                                                               | BW                             |
| Forsthaus Entenpfuhl          | an der L 230 am Weg zum Birkenhof (Entenpfuhl) Lage | Ende des 19. Jahrhunderts         | Streckhof; eingeschossiges gründerzeitliches Wohnhaus, Ende des 19. Jahrhunderts | BW                             |

## Steinhardt

### Einzeldenkmäler
| Bezeichnung | Lage                       | Baujahr | Beschreibung                                                                        | Bild |
| ----------- | -------------------------- | ------- | ----------------------------------------------------------------------------------- | ---- |
| Hofanlage   | Bockenauer Straße 19 Lage  | 1810    | Hofanlage; Krüppelwalmdachbau, Fachwerk, verputzt, bezeichnet 1810, Fachwerkscheune | BW   |
| Hofanlage   | Kreuznacher Straße 19 Lage | 1835    | Hofanlage; klassizistisches Wohnhaus, bezeichnet 1835                               | BW   |